# Myrmica zojae
Myrmica zojae är en myrart som beskrevs av Alexander G. Radchenko 1994. Myrmica zojae ingår i släktet rödmyror, och familjen myror. Inga underarter finns listade i Catalogue of Life.